# Benjamin Wade
Benjamin Wade (Springfield, 1800. október 27. – Jefferson, 1878. március 2.) az Amerikai Egyesült Államok szenátora.